# Parydra vulgaris
Parydra vulgaris är en tvåvingeart som först beskrevs av Cresson 1949.  Parydra vulgaris ingår i släktet Parydra och familjen vattenflugor. Inga underarter finns listade i Catalogue of Life.